# Palowice
Palowice is een dorp in de Poolse woiwodschap Silezië. De plaats maakt deel uit van de gemeente Czerwionka-Leszczyny en telt 1394 inwoners.

## Verkeer en vervoer
- Station Palowice
- Station Palowice Kolonia